# 斜辺

直角三角形 ABC の斜辺は線分 AB で、その長さは c である。

斜辺（しゃへん、hypotenuse）とは、直角三角形において、直角に対する辺のことである。直角三角形の斜辺は三辺の中で最も長く、その長さはピタゴラスの定理により求めることができる。
英語のhypotenuseという言葉は、ギリシア語で「下」という意味のhypo-と「延ばす」という意味のteinein、または「横」という意味のtenuseを組み合わせたὑποτείνουσα (hypoteinousa)という言葉に由来すると言われている。
和算においては直角三角形のことを勾股弦、斜辺のことを弦（げん）という（略字の玄が用いられることもある）。

## 長さ

直角を挟む二辺の長さが3mと4mであるとき、斜辺の長さは5mとなる。

図の直角三角形 ABC において、斜辺の長さ c は直角を挟む二辺の長さ a, b から定まり、平方根を用いると
{\displaystyle c={\sqrt {a^{2}+b^{2}}}}
と書ける。